# Eumastigonus hemmingseni
Eumastigonus hemmingseni är en mångfotingart som beskrevs av Jean-Paul Mauriès 1983. Eumastigonus hemmingseni ingår i släktet Eumastigonus och familjen Cambalidae. Inga underarter finns listade i Catalogue of Life.